# Wicked Games
«Wicked Games» es el sencillo debut del cantante canadiense The Weeknd. Fue grabado en Site Sound Studios y mezclado en Liberty Studios en Toronto. Los productores Doc McKinney e Illangelo coescribieron la canción y realizaron toda la instrumentación. Originalmente grabado para el mixtape House of Balloons de The Weeknd en 2011, la canción fue remasterizada y lanzada como el sencillo principal de su álbum de 2012 Trilogy. Fue lanzado como sencillo digital el 22 de octubre de 2012, por XO y Republic Records. Tras su lanzamiento, el sencillo recibió la aclamación generalizada de los críticos musicales. El 9 de mayo de 2013, "Wicked Games" recibió la certificación de doble platino por parte de la Recording Industry Association of America (RIAA), por envíos de cerca de 1 000 000 de unidades a los Estados Unidos. Esta canción también aparece en la banda sonora de la película Southpaw, el productor ejecutivo de la banda sonora fue el rapero estadounidense Eminem, que produjo un remix con The Weeknd en su posterior canción "The Hills".

## Lista de canciones
| Descarga digital |                |                                                                       |                        |          |  |
| N.º              | Título         | Escritor(es)                                                          | Productor(s)           | Duración |  |
| 1.               | «Wicked Games» | Abel Tesfaye Martin McKinney Carlo Montagnese Rainer Millar Blanchaer | Doc McKinney Illangelo | 5:26     |  |

## Personal
Créditos adaptados de las notas del álbum Trilogy.
- The Weeknd – compositor, artista principal
- Doc McKinney – compositor, instrumentación, productor
- Illangelo – compositor, instrumentación, mezcla, productor
- Rainer Millar Blanchaer – compositor

## Listas
| Lista (2012–13)                             | Mejor posición |
| ------------------------------------------- | -------------- |
| Bélgica (Flandes) (Ultratip Bubbling Under) | 83             |
| Canadá (Canadian Hot 100)                   | 43             |
| Irlanda (IRMA)                              | 69             |
| UK Singles (Official Charts Company)        | 152            |
| Reino Unido (UK R&B Chart)                  | 18             |
| Estados Unidos (Billboard Hot 100)          | 53             |
| Estados Unidos (Hot R&B/Hip-Hop Songs)      | 13             |

| Lista (2013)                         | Posición |
| ------------------------------------ | -------- |
| US Hot R&B/Hip-Hop Songs (Billboard) | 47       |

## Certificaciones
| Territorio     | Organismo certificador | Certificación | Ventas certificadas | Simbolización | Ref.   |        |        |        |
| Europa         | Europa                 | Europa        | Europa              | Europa        | Europa | Europa | Europa | Europa |
| -------------- | ---------------------- | ------------- | ------------------- | ------------- | ------ | ------ | ------ | ------ |
| Noruega        | IFPI Norway            | Oro           | 5 000               |               | [ 11 ] |        |        |        |
| América        |                        |               |                     |               |        |        |        |        |
| Canadá         | Music Canada           | Oro           | 40 000              |               | [ 12 ] |        |        |        |
| Estados Unidos | RIAA                   | 2x Platino    | 1 000 000           | ,             | [ 13 ] |        |        |        |

## Historial de lanzamientos
| País           | Fecha                    | Formato                     | Discográfica |
| -------------- | ------------------------ | --------------------------- | ------------ |
| Estados Unidos | 25 de septiembre de 2012 | Rhythmic contemporary radio | Republic     |
| Canadá         | 22 de octubre de 2012    | Descarga digital            | Republic     |
| Estados Unidos | 22 de octubre de 2012    | Descarga digital            | Republic     |
| Reino Unido    | 1 de noviembre de 2012   | Descarga digital            | Universal    |